# Chojna (Kolonia)
Chojna (kaszb.Chòjna) – część wsi Kolonia w Polsce, położona w województwie pomorskim, w powiecie kartuskim, w gminie Kartuzy. 
Chojna wchodzi w skład sołectwa Kolonia. Chojna składa się z kilkunastu zabudowań, w większości o charakterze letniskowym. Specyfiką Chojny jest jej położenie na wysokiej równinie morenowej dochodzącej do 204,8 m n.p.m. i znajdującej się pomiędzy dwoma dużymi jeziorami Sianowskim (na zachodzie) i Wielkie Łąki (na wschodzie). 
W latach 1975–1998 Chojna administracyjnie należała do województwa gdańskiego.